# Слюньков Микола Микитович
Микола Микитович Слюнько́в (біл. Мікалай Мікітавіч Сьлюнькоў; 26 квітня 1929, містечко Городець, Рогачовський район, Бобруйський округ, Білоруська РСР — 9 серпня 2022) — білоруський радянський партійний діяч.
Член КПРС у 1954—1991 роках. Член ЦК КПРС (1986—1990), член Політбюро ЦК КПРС (1987—1990; кандидат у члени Політбюро ЦК КПРС у 1986—1987 роках).
Лауреат Державної премії СРСР (1971). Герой Соціалістичної Праці (1974).

## Біографія
Народився в селянській родині в містечку Городець (нині Гомельська область). Білорус. Закінчив Мінський автомеханічний технікум (1950) та Білоруський інститут механізації сільського господарства (1954—1962).
У 1960—1965 роках — директор Мінського заводу тракторних запчастин (нині — Мінський завод зубчастих коліс).
У 1965—1972 роках — директор Мінського тракторного заводу, генеральний директор Мінського виробничого тракторобудівного об'єднання.
1972—1974 роки — перший секретар Мінського міському Компартії Білорусі.
У 1974—1983 роках — заступник голови Держплану СРСР.
У 1983—1987 роках займав пост першого секретаря ЦК Компартії Білорусі.
1987—1990 — Секретар ЦК КПРС, одночасно у 1987—1988 роках — завідувач економічним відділом ЦК КПРС.
У 1988—1990 роках — голова Комісії ЦК КПРС з питань соціально-економічної політики.
З 1990 року — персональний пенсіонер союзного значення.
Помер 9 серпня 2022 року в 93-річному віці.